# Herald Sun Tour Feminino
O Herald Sun Tour Feminino é uma corrida ciclista por etapas feminina que se celebra anualmente em Austrália e é a versão feminina da corrida do mesmo nome.
A primeira edição realizou-se no ano 2018 fazendo parte Calendário Internacional de Feminino da UCI como concorrência de categoria 2.2 e foi vencida pela ciclista australiana Brodie Chapman. Em 2020, a prova ascendeu à categoria 2.1.

## Palmarés
| Ano  | Vencedor       | Segundo              | Terceiro       |           |
| ---- | -------------- | -------------------- | -------------- | --------- |
| 2018 | Brodie Chapman | Annemiek van Vleuten | Chloe Hosking  |           |
| 2019 | Lucy Kennedy   | Amanda Spratt        | Brodie Chapman |           |
| 2020 | Lucy Kennedy   | Jaime Gunning        | Arlenis Sierra |           |
| 2025 | cancelado      | cancelado            | cancelado      | cancelado |

## Palmarés por países
| País      | Vitórias |
| --------- | -------- |
| Austrália | 3        |